# جیک ناوا
جیک ناوا (انگلیسی: Jake Nava؛ زادهٔ ۱ ژانویهٔ ۲۰۰۰) تهیه‌کننده فیلم، کارگردان موزیک ویدئو، تهیه‌کننده موسیقی، و کارگردان فیلم اهل بریتانیا است.او بیشتر برای فعالیتش در موزیک ویدئوهای بریتنی اسپیرز، بیانسه، آرکتیک مانکیز و ادل شناخته می‌شود.